# 21世紀の女の子
『21世紀の女の子』（21せいきのおんなのこ、英題：21st Century Girl）は、2019年2月8日公開の日本のオムニバス映画。15人の女性若手映画監督による1篇8分以内の短編15篇により構成される。第31回東京国際映画祭日本映画スプラッシュ部門出品作品。

## 製作
山戸結希監督の企画・プロデュースにより、「自分自身のセクシャリティあるいはジェンダーが揺らいだ瞬間が映っていること」を1つの共通テーマに、1篇8分以内の短編作品を1980年代後半から1990年代生まれの14人の女性映画監督と1人のアニメーション監督が手掛けた。そのうち1人は一般から監督公募が行われ、約200名の応募者から立命館大学在学中の金子由里奈監督が選ばれた。またキャストオーディションが2018年3月に開催され、約2,000名が応募した。
ファッション雑誌『装苑』が劇中の衣装の全面プロデュースを行った。
「劇場公開版」と各短編の順序が異なる「インターナショナル版」が製作され、劇場公開に先立って第31回東京国際映画祭日本映画スプラッシュ部門に出品されて、2018年11月1日にプレミア上映された。

## 構成作品

### 「回転てん子とどりーむ母ちゃん」
- 監督：山中瑶子
- 出演：北浦愛、南果歩、杉野希妃、宮本裕子、神尾てん子、Lee Yoko、古川琴音、松林うらら、大下ヒロト、いいぐちみほ
- 時間：8分

### 「粘膜」
- 監督：加藤綾佳
- 出演：日南響子、久保陽香、川籠石駿平、細田善彦
- 時間：8分

### 「projection」
- 監督：金子由里奈
- 出演：伊藤沙莉、土居志央梨、小川あん
- 時間：8分

### 「恋愛乾燥剤」
- 監督：枝優花
- 出演：山田杏奈、藤原隆介、ゆっきゅん、佐々木史帆、大河原恵、伊吹捺未
- 時間：8分

### 「out of fashion」
- 監督：東佳苗
- 出演：モトーラ世理奈、筒井のどか、田中一平、守屋光治、朝倉滉生
- 時間：8分

### 「君のシーツ」
- 監督：井樫彩
- 出演：三浦透子、清水くるみ、小柳友
- 時間：8分

### 「Mirror」
- 監督：竹内里紗
- 出演：瀧内公美、朝倉あき、手島実優
- 時間：8分

### 「セフレとセックスレス」
- 監督：ふくだももこ
- 出演：黒川芽以、木口健太
- 時間：8分

### 「ミューズ」
- 監督：安川有果
- 出演：石橋静河、村上淳、中村ゆり／小林涼子、本間淳志
- 時間：8分

### 「I wanna be your cat」
- 監督：首藤凜
- 出演：木下あかり、武谷公雄
- 時間：8分

### 「珊瑚樹」
- 監督：夏都愛未
- 出演：堀春菜、倉島颯良、福島珠理
- 時間：6分

### 「reborn」
- 監督：坂本ユカリ
- 出演：松井玲奈、平井亜門
- 時間：8分

### 「愛はどこにも消えない」
- 監督：松本花奈
- 出演：橋本愛、南沙良、小野花梨、柳英里紗、須藤蓮
- 時間：8分

### 「離ればなれの花々へ」
- 監督：山戸結希
- 出演：唐田えりか、竹内ももこ、詩歩
- 時間：8分

### エンドロールアニメーション
- 監督：玉川桜
- 時間：7分

## 共通スタッフ
- 企画・プロデュース - 山戸結希
- エグゼクティブ・プロデューサー - 平沢克祥、長井龍
- コプロデューサー - 小野光輔、平林勉、三谷一夫
- 写真 - 飯田エリカ
- アニメーション - 玉川桜（エンドロールアニメーション監督）
- 制作協力 - バックアップ、イマジカ、AOI Pro.
- 製作 - 21世紀の女の子製作委員会（ABCライツビジネス、VAP）
- 製作幹事・配給・宣伝： ABCライツビジネス
- 製作・配給協力 - 映画24区、和エンタテインメント

## 主題歌
- 大森靖子、平賀さち枝「LOW hAPPYENDROLL -少女のままで死ぬ-」(avex trax)[7]
  - 作詞 - 大森靖子、平賀さち枝
  - 作曲 - 大森靖子
  - 編曲 - sugarbeans

## 関連商品
Blu-ray/DVD
- 21世紀の女の子 Blu-ray（2019年10月2日発売予定、VAP、VPXT-71746）
- 21世紀の女の子 DVD（2019年10月2日発売予定、VAP、VPBT-14861）

パンフレット
- 21世紀の女の子公式パンフレット（2019年2月8日発売、VAP、キネマ旬報社）